# Ben Simmons
Benjamin David «Ben» Simmons (Melbourne, Victoria, 20 de julio de 1996) es un jugador de baloncesto australiano que se encuentra sin equipo. Con 2,08 metros de estatura juega en la posición de base. También ha participado con la selección de baloncesto de Australia en competiciones internacionales.

## Trayectoria deportiva

### Primeros años
Simmons nació en Fitzroy suburbio de Melbourne, pero fue criado en Newcastle (Nueva Gales del Sur) desde los 18 meses, mientras que su padre Dave, jugó y entrenó en la ciudad. Ben jugó su primer año de baloncesto a los siete años en el equipo representativo sub-12 los Newcastle Hunters y jugó dos años más para Lake Macquarie y Newcastle antes de que su familia se transfiriera de regreso a Melbourne cuando tenía 10 años. También jugó fútbol australiano para el Beverley Hills Junior Football Club, así como jugó rugby hasta los 14 años de edad, cuando decidió centrarse exclusivamente en el baloncesto. A los 15 años de edad, Ben jugó para el Box Hill Senior Secondary College en el campeonato de escuelas australiano de 2011, antes de ocupar una beca en el Instituto Australiano de Deporte en 2012. Simmons también jugó seis partidos para los Knox Raiders de la Basketball Victoria D-League en 2012, y ayudó a Australia a ganar la medalla de plata en el Campeonato Mundial de Baloncesto Sub-17 de 2012 en Lituania.

### Universidad

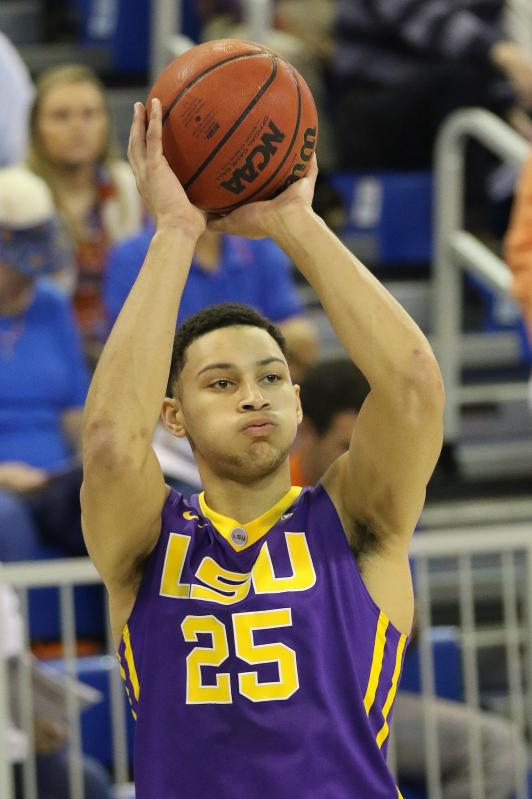
Simmons con LSU.

Jugó una única temporada con los Tigers de la Universidad Estatal de Luisiana, en la que promedió 19,2 puntos, 11,8 rebotes y 4,8 asistencias por partido. Fue incluido en el primer equipo consensuado All-American, además de ser Premio USBWA al Freshman Nacional del Año, Naismith Prep al Jugador del Año, Rookie del Año de la Southeastern Conference e incluido en el mejor quinteto de la conferencia.

#### Estadísticas
| Año     | Equipo | PJ | PT | MPP  | %TC  | %3P  | %TL  | RPP  | APP | ROB | TPP | PPP  |
| ------- | ------ | -- | -- | ---- | ---- | ---- | ---- | ---- | --- | --- | --- | ---- |
| 2015–16 | LSU    | 33 | 32 | 34.9 | .560 | .333 | .670 | 11.8 | 4.8 | 2.0 | .8  | 19.2 |

### Profesional

#### Philadelphia 76ers

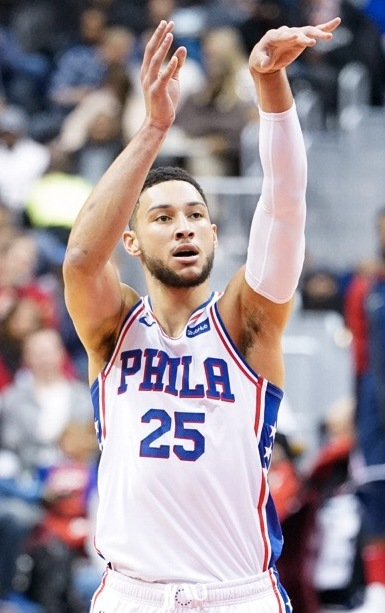
Simmons con los Sixers en 2019.

Fue elegido por los Philadelphia 76ers como primera elección de la primera ronda en el Draft del 2016. Es el segundo jugador australiano después de Andrew Bogut en ser elegido número uno del Draft (tercero contando a Kyrie Irving, nacido en Australia pero de nacionalidad estadounidense).
En su primer año en la NBA no pudo debutar debido a una fractura en el quinto metatarsiano del pie que lo mantuvo inactivo toda la temporada 2016-17.
Debutó el 18 de octubre del 2017 ante los Washington Wizards aportando 18 puntos, 10 rebotes y 5 asistencias. Su gran desempeño le colocó en segundo lugar en cuanto a triples dobles en una temporada para un novato (12), solo superado por Oscar Robertson (26). Tras ser elegido en cuatro ocasiones rookie del mes de la Conferencia Este, al término de la temporada, fue elegido Rookie del año e incluido en el mejor quinteto de rookies.
En su segundo año como titular indiscutible, realizó buenos números, y el 17 de enero de 2019 se convirtió, en el segundo jugador que más rápido alcanza los 2000 puntos, los 1000 rebotes y las 1000 asistencias, solo por detrás de  Oscar Robertson. El 31 de enero, fue nombrado por primera vez en su carrera, reserva para el All-Star Game, siendo el primer australiano que lo consigue. Ya en postemporada, el 18 de abril, anotó 31 puntos en el tercer partido de primera ronda ante los Brooklyn Nets.
En su tercera temporada en Philadelphia, el 21 de noviembre de 2019, anotó su primer triple como profesional ante los Knicks. El 7 de diciembre de 2019, Simmons consiguió su máximo registro anotador en la NBA, con 34 puntos, en la victoria ante Cleveland Cavaliers (141–94), y anotando su segundo triple como profesional. El 23 de diciembre reparte 17 asistencias ante Detroit Pistons, el máximo de su carrera. El 20 de enero de 2020, anota 34 puntos, además de conseguir un nuevo triple-doble al repartir 12 asistencias y capturar 12 rebotes ante Brooklyn Nets. El 30 de enero, se anunció su segunda participación en el All-Star Game. Tras el parón, el 9 de agosto durante los partidos disputados en la "burbuja de Orlando", Simmon sufre una lesión en la rodilla, que necesitó cirugía, y se perdió el resto de la temporada. A pesar de ello, fue líder en robos de balón en la temporada, y elegido en el tercer mejor quinteto de la NBA, además de en el primer mejor quinteto defensivo.
El 15 de febrero de 2021, en su cuarto año con los 76ers y como base titular indiscutible desde su llegada al equipo, registró su récord personal de anotación con 42 puntos, en la derrota ante Utah Jazz, registrando también 12 asistencias y 9 rebotes. El 23 de febrero, fue elegido por tercera vez para disputar el All-Star Game que se celebró en Atlanta. Al término de la temporada fue incluido, por segundo año consecutivo, en el primer mejor quinteto defensivo de la liga.
El comienzo de su quinta temporada en Philadelphia fue muy turbulento. Las duras críticas recibidas tras la eliminación en el séptimo partido de semifinales de conferencia del año anterior, entre ellas las de su compañero Joel Embiid, o del entrenador Doc Rivers, hicieron que Simmons tomara la decisión de no volver al equipo. En agosto de 2021, a pesar de restarle 4 años de contrato, se declaró transferible y no se unió a la pretemporada. Al no encontrar un traspaso viable durante el verano, se unió al equipo el 11 de octubre. Pero el 19 de octubre durante un entrenamiento, y tras un enfrentamiento con el entrenador, fue suspendido con un encuentro por mala conducta y desobediencia. Anteriormente ya había sido multado en varias ocasiones por faltar a los entrenamientos y reuniones del equipo. Debido a la cantidad de multas recibidas, se convirtió en el jugador más sancionado de la historia de la NBA, con cerca de $10 millones en multas pagadas.

#### Brooklyn Nets
Por todo ello, el 10 de febrero de 2022 es traspasado junto a Seth Curry y Andre Drummond a Brooklyn Nets, a cambio de James Harden y Paul Millsap. El 21 de marzo, le fue diagnosticado una hernia de disco en la espalda. A primeros de abril, tras no haber debutado todavía con el equipo, el entrenador de los Nets, Steve Nash, dijo que estaría fuera hasta playoffs. Pero el 24 de abril se conoció que tampoco jugaría la primera ronda ante Boston Celtics, con lo que no habría disputado ningún partido esa temporada 2021-22. El 4 de mayo se anunció que se sometería a cirugía para aliviar sus molestias de espalda, con un tiempo estimado de recuperación entre 3 y 4 meses.
Debutó finalmente con los Nets el 19 de octubre de 2022, en la derrota de su equipo ante New Orleans Pelicans, donde consiguió 4 puntos, 5 rebotes y 5 asistencias. El 17 de enero de 2023 consigue su primer triple-doble con los Nets (10, 10, 11) ante San Antonio Spurs. En febrero de 2023, Simmons se sometió a un drenaje de rodilla y recibió una inyección de PRP para sus continuas molestias en la rodilla izquierda, con las que había lidiado durante la temporada. El 5 de marzo, el entrenador Jacque Vaughn reveló que Simmons se había sometido a una resonancia magnética que le diagnosticó una inflamación en su espalda. El 16 de marzo, Vaughn declaró que Simmons había pasado a hacer trabajo de campo. El 24 de marzo, los Nets anunciaron que a Simmons se le había diagnosticado un pinzamiento nervioso en la espalda y que estaría de baja indefinidamente. Al día siguiente, Vaughn declaró que lo más probable era que Simmons no jugara durante el resto de la temporada. El 28 de marzo, Vaughn confirmó que sería baja para el resto de la temporada debido a un problema nervioso en la espalda. La temporada 2022-23 marca los promedios más bajos de su carrera en minutos, puntos, rebotes, asistencias y porcentaje de tiros libres.
En la temporada 2023-24 apenas disputa 15 encuentros, y a principios de marzo de 2024 los Nets confirman que se perderá el resto de la temporada por sus problemas de espalda.
Durante su tercera temporada en Brooklyn, el 7 de febrero de 2025, es cortado por los Nets.

#### Los Angeles Clippers
El 10 de febrero de 2025 se confirma su fichaje por Los Angeles Clippers hasta final de temporada.

### Selección nacional
En 2012, Simmons representó al combinado australiano en el Mundial Sub-17 de 2012 con 15 años, ayudando al equipo a conseguir la medalla de plata. Su partido más destacado incluyó 26 puntos, 10 rebotes y 5 robos ante la República Checa.
Al año siguiente, en verano de 2013, hizo su debut con la selección absoluta de Australia en el Campeonato FIBA Oceanía de 2013 ante Nueva Zelanda. El equipo se hizo con la medalla de oro.
En julio de 2014, formó parte de la preselección para participar en el Mundial de baloncesto de 2014; pero fue descartado de la selección final de 12 jugadores.
En agosto de 2015, afirmó que le gustaría representar a su país en los Juegos Olímpicos de Río de Janeiro 2016. Pero en abril de 2016, decide no unirse al equipo, para preparar su temporada rookie en la NBA.
El 15 de mayo de 2019, Simmons confirmó su participación en el Mundial de baloncesto de 2019, disputando los encuentros de preparación ante Canadá y Estados Unidos. Pero en julio de 2019, renunció a participar, alegando "obligaciones profesionales".
A pesar de que en octubre de 2017, declaró su intención de disputar los Juegos Olímpicos 2020 en Tokio; en verano de 2021, decidió renunciar con el propósito de mejorar su técnica de tiro de cara a la temporada 2021-22 de la NBA.

## Estadísticas de su carrera en la NBA
|  | Líder de la liga |

### Temporada regular
| Año      | Equipo        | PJ  | PT  | MPP  | %TC  | %3P  | %TL  | RPP | APP | ROB | TPP | PPP  |
| -------- | ------------- | --- | --- | ---- | ---- | ---- | ---- | --- | --- | --- | --- | ---- |
| 2017-18  | Philadelphia  | 81  | 81  | 33.7 | .545 | .000 | .560 | 8.1 | 8.2 | 1.7 | .9  | 15.8 |
| 2018-19  | Philadelphia  | 79  | 79  | 34.2 | .563 | .000 | .600 | 8.8 | 7.7 | 1.4 | .8  | 16.9 |
| 2019-20  | Philadelphia  | 57  | 57  | 35.4 | .580 | .286 | .621 | 7.8 | 8.0 | 2.1 | .6  | 16.4 |
| 2020-21  | Philadelphia  | 58  | 58  | 32.4 | .557 | .300 | .613 | 7.2 | 6.9 | 1.6 | .6  | 14.3 |
| 2022-23  | Brooklyn      | 42  | 33  | 26.3 | .566 | .000 | .439 | 6.3 | 6.1 | 1.3 | .6  | 6.9  |
| 2023-24  | Brooklyn      | 15  | 12  | 23.9 | .581 | —    | .400 | 7.9 | 5.7 | .8  | .6  | 6.1  |
| 2024-25  | Brooklyn      | 33  | 24  | 25.0 | .547 | —    | .692 | 5.2 | 6.9 | .8  | .5  | 6.2  |
| 2024-25  | L.A. Clippers | 17  | 0   | 16.4 | .434 | —    | .857 | 3.8 | 3.1 | .7  | .4  | 2.9  |
| Total    | Total         | 383 | 344 | 31.1 | .558 | .139 | .592 | 7.4 | 7.2 | 1.5 | .7  | 13.1 |
| All-Star | All-Star      | 2   | 0   | 23.0 | .923 | —    | .500 | 6.0 | 6.0 | 1.5 | .5  | 13.5 |

### Playoffs
| Año   | Equipo        | PJ | PT | MPP  | %TC  | %3P  | %TL  | RPP | APP | ROB | TPP | PPP  |
| ----- | ------------- | -- | -- | ---- | ---- | ---- | ---- | --- | --- | --- | --- | ---- |
| 2018  | Philadelphia  | 10 | 10 | 36.9 | .488 | .000 | .707 | 9.4 | 7.7 | 1.7 | .8  | 16.3 |
| 2019  | Philadelphia  | 12 | 12 | 35.1 | .621 | —    | .575 | 7.1 | 6.0 | 1.3 | 1.0 | 13.9 |
| 2021  | Philadelphia  | 12 | 12 | 33.5 | .621 | .000 | .342 | 7.9 | 8.8 | 1.3 | .8  | 11.9 |
| 2025  | L.A. Clippers | 5  | 0  | 8.4  | .333 | —    | —    | 1.4 | .8  | .2  | .8  | .8   |
| Total | Total         | 39 | 34 | 31.6 | .567 | .000 | .520 | 7.2 | 6.6 | 1.2 | .9  | 12.2 |

## Logros y reconocimientos

### Universidad
- Premio Gatorade al Jugador del Año (2015)
- Naismith Prep al Jugador del Año (2015)
- Premio USBWA al Freshman Nacional del Año (2016)
- 1.er equipo All-American (2016)
- Rookie del Año de la SEC (2016)
- Mejor quinteto de la SEC (2016)

### Selección
- Medalla de plata en el Mundial Sub-17 (2012)
- Medalla de oro en el Campeonato FIBA Oceanía (2013)

### NBA
- Rookie del Año de la NBA (2018)
- Mejor quinteto de rookies de la NBA (2018)
- 3 veces All-Star de la NBA (2019, 2020, 2021)
- Líder de la temporada NBA 2019-20 en robos de balón: 2,09
- 2 veces Mejor quinteto defensivo de la NBA (2020 y 2021)
- 1 vez 3.er mejor quinteto de la NBA (2020)